# 데지카라역
데지카라역(일본어: 手力駅)은 일본 기후현 기후시에 위치한 나고야 철도 가카미가하라선의 철도역이다. 역 번호는 KG 13이며, 상대식 승강장 2면 2선의 구조를 갖춘 지상역이다.

## 타는 곳
| 1 | ■ 가카미가하라선 | 하행 | 미카키노 · 신우누마 · 이누야마 방면                      |
| 2 | ■ 가카미가하라선 | 상행 | 메이테쓰기후 · (메이테쓰 기후 환승) (메이테쓰나고야 방면 |

## 이용 현황
- 2013년 기준 : 1,357명

## 역 주변
- JR 도카이 다카야마 본선 나가모리역
- 데지카라오 신사

## 인접 역
| 나고야 철도 가카미가하라선       | 나고야 철도 가카미가하라선 | 나고야 철도 가카미가하라선     |
| -------------------------------- | -------------------------- | ------------------------------ |
| KG 14 기리도시 메이테쓰기후 방면 | ■ 가카미가하라선           | 다카다바시 KG 12 신우누마 방면 |